# اتوبوس (فیلم ۱۳۶۴)
اتوبوس فیلمی به کارگردانی یداله صمدی و نویسندگی داریوش فرهنگ ساختهٔ سال ۱۳۶۴ است.

## فیلمنامه

### خلاصه داستان
اهالی یک روستا به دو گروه بالادهی و پایین دهی (حیدری و نعمتی) تقسیم شده‌اند. سرکردة نعمتی‌ها نمکزار خود را به کدخدا، که به دشمنی و کینة بین دو گروه دامن می‌زند می فروشد و یک اتوبوس مستعمل می‌خرد تا با آن مسافرکشی کند. ورود اتوبوس به روستا کار گاریچی (مسافرکش) حیدری‌ها را کساد می‌کند و اختلاف‌ها بیش تر می‌شود. در این میان کدخدا سرکردة حیدری‌ها را ترغیب می‌کند تا آسیابش را به او ــ کدخدا ــ بفروشد و اتوبوسی بخرد. کش مکش بیش از پیش بالا می‌گیرد. وساطت‌ها و نصایح معلم روستا و ریش سفید ده کارساز واقع نمی‌شود. کمبود مسافر و کسادی کار سبب می‌شود که اقساط اتوبوس نعمت خان عقب بیفتد، و هنگامی که فروشندگان اتوبوس برای ضبط اتوبوس مستعمل پا به ده می‌گذارند نعمت خان با چوب دستی به سراغ کدخدا می‌رود و نمکزار خود را طلب می‌کند. حیدرخان و اهالی روستا نیز به تبع نعمت و در حمایت از او رو در روی کدخدا می‌ایستند. کدخدا نمکزار و آسیاب را پس می‌دهد و عداوت کهنه با ازدواج دختر نعمت با پسر حیدر جای خود را به دوستی می‌دهد.

## بازیگران
- هادی اسلامی
- حمید طاعتی
- مرتضی احمدی
- اصغر زمانی
- یوسف صمدزاده
- محمدقاسم پورستار
- مهری مهرنیا
- خسرو دستگیر
- مهناز اسلامی
- شاپور بخشایی
- غلامرضا عزیزی
- بهمن احمری
- هرمز اوهانس
- عباس نیک زاد
- محمدعلی خجسته
- حیدر غلامی
- ژاله صدارتی
- نیما انصاری
- بهمن حاتمی
- سیما قره باغی
- خلیل بازارباشی
- سعید عباسی
- محمدرضا مرسلی
- احمد مظلومی